# آرین (نام)
آرین یا آریان نامی برگرفته از واژه آریا و به عنوان نام کوچک یا نام خانوادگی در ایران، هند و کشورهای اروپایی به کار می‌رود.
در کشور ایران، فراوانی نام آرین ۱۹۰٬۱۱۳ نفر و فراوانی نام آریان ۳۵٬۱۳۰ نفر است.

## افراد مشهور
- آریان، مورخ یونانی قرن دوم میلادی
- قمر آریان (۱۳۰۱–۱۳۹۱)، پژوهشگر و نویسنده ایرانی
- مارک آریان (۱۹۲۶–۱۹۸۵)، خواننده بلژیکی-فرانسوی ارمنی‌تبار
- آرین وحید (زاده ۱۹۷۶)، بازیگر هندی
- آرین طباطبایی (زاده ۱۳۵۹)، کارشناس علوم سیاسی و مشاور وزارت دفاع آمریکا
- ساره آرین (زاده ۱۳۵۹)، بازیگر ایرانی
- آرین مؤید (زاده ۱۹۸۰)، هنرپیشه و تهیه‌کننده تئاتر آمریکایی ایرانی‌تبار
- آرین شراین (زاده ۱۹۸۰)، نویسنده کمدی و خبرنگار اهل انگلستان
- آرمان آرین (زاده ۱۳۶۰)، نویسنده و پژوهشگر ایرانی
- آرین روبن (زاده ۱۹۸۴)، بازیکن فوتبال بازنشسته اهل هلند
- کارتیک آریان (زاده ۱۹۹۰)، بازیگر هندی
- آرین طاری (زاده ۱۳۷۸)، استاد بزرگ شطرنج نروژی ایرانی‌تبار
- آرین غلامی (زاده ۱۳۸۰)، استاد بزرگ شطرنج ایران
- آرین سلیمی (زاده ۱۳۸۲)، تکواندوکار ایرانی و دارنده مدال طلای المپیک

## نام‌های وابسته
- آریا (نام)
- آریانا (نام)
- آریایی